# 马丁的早晨
马丁的早晨（法語：Martin Matin）是一部由中国大陆与法国合作，共78集，每集13分钟的电视动画。法方由丹尼·奥利维里, 伊芙·巴隆和克洛德·普罗戴制片，由法国卡通人动画公司和法国电视卡通公司联合制作。中方由张天晓进行投资、制作和导演，由上海今日影视动画有限公司制作，中国中央电视台首播。中方主要负责动画加工环节，法方负责动画创意和市场营销。

## 概要
一个普通的9岁男孩马丁有一个很异常的地方：每天早晨当他醒来的时候，就会变成奇幻或传说中的人物，变成男巫、法老、野人、吸血鬼或超级英雄等等。尽管发生了異變，他还是与朋友们一起上学，而冒险就開始了。

## 角色
- 马丁

男主角，是一个普通的9岁男孩，有着红色（姜黄色）的头发和蓝眼睛。 每天早上都会发现自己变得与众不同。
- 郭莫

马丁最好的朋友，尽管马丁對自己的異變感到忧虑。他卻最歡迎马丁的变形，並参与到马丁的冒险中。
- 罗娜

郭莫和马丁的小学同学。她也是马丁。她是马丁的女朋友。即使在马丁发生了变化，她仍参与了冒险。有时她不喜欢马丁变形之后的样子。
- 葛主任

马丁学校的副校长，认为马丁的变形造成恐怖。他认为高校长对学生太宽容，特别是马丁。他想要要取代高校长的位置。
- 高校长

马丁学校的校长。